# Слободан Богуновић
Слободан Гиша Богуновић (6. фебруар 1961) је српски слободан уметник, филозоф, лексикограф и теоретичар архитектуре.

## Биографија
Слободан Гиша Богуновић рођен је 06.02.1961. у Београду. Отац му је био познати архитекта Угљеша Богуновић, а мајка вајарка Милица Рибникар. Завршио је III београдску гимназију. Дипломирао је 1988. године на Филозофском факултету на Одсеку за филозофију. Од 1982. је слободан уметник при Улупудсу. Аутор је неколико књига, преко стотину чланака из естетике, историје и теорије архитектуре, десетине прозних текстова, као и неколико драма и монодрама од којих су три извођене. Објављивао је у Књижевној речи, Студенту, Књижевности, Гледиштима, Мојој кући, Комуникацијама, Српском књижевном гласнику, Годишњаку града Београда, часопису Лимес плус, Летопису Матице српске, Београдском књижевном часопису итд. Од 2008. у Културном додатку ”Политике” писао је рубрику ”Читање града”. Изабрани је члан Академије архитектуре Србије и уредник сајта ове институције. Телевизијска адаптација његове позоришне представе "Она ће доћи" (1983) била је представник Радио-телевизије Београд на Фестивалу у Единбургу (1984). Добитник је годишње награде Удружења новинара Србије ”Жика М. Јовановић” за публицистику и допринос историји штампе 2019. године. 

### Књиге
- 2005. је објавио тротомну књигу "Архитектонска енциклопедија Београда XIX и XX века" (”Београдска књига”, Београд) уз подршку UNESCO-a за научну сарадњу у Европи.
- 2009. је написао је двојезични роман "Status asthmaticus" (Независна издања Слободана Машића, Београд).
- 2011. објавио је монографију "Рад, дела и коментари" Aкадемије архитектуре Србије (Академија архитектуре Србије, Београд)
- 2013. објавио је монографију "Милан Палилашки- архитекта" (”Софос”, Београд)
- 2019. објавио је енциклопедијску публикацију "Људи Политике – Лексикон сарадника 1904–1941. године” (Политика а.д, Београд), награда за публицистику УНС-а, Златни печат ”Графиме” за 2019.

### Остварења
- 1984. позоришна представа Нове осећајности "Она ће доћи"
- 1984. позоришна представа Нове осећајности "Петак дванаести"
- 1987. позоришни хепенинг "Господо и госпође, имајте ту природу"
- 1989-90. петоделна ТВ серија ”Котлине Србије” за Образовни програм РТБ
- 1998. Јавна чесма у Милешевској улици (са Милицом Рибникар)
- 2020. Четвороделна ТВ серија ”Људи Политике” за ”Трезор” РТС-а (са Бојаном Андрић)
- 2023. Драма "Furor Heroicus"